# 科学基礎論学会
科学基礎論学会（かがくきそろんがっかい、英語名：The Japan Association for Philosophy of Science）は、1954年2月に設立された日本の学会。学会の趣旨は「科学の基礎に関する研究を促進し、海外の学界との連絡をはかり、斯学の向上発展に寄与すること」。学際的な学会であり、会員の専門分野の構成は、数学、哲学、論理学、物理学、心理学など、 多岐にわたる。2011年3月現在の会員数は一般会員約440名、名誉会員4名。2006年時点での女性会員比率は約7%となっている。

## 機関誌

### 科学基礎論研究
機関誌として雑誌『科学基礎論研究』をおよそ年2回のペースで発行している。『科学基礎論研究』は学会設立と同年の1954年に創刊された。創刊当時の編集委員は下村寅太郎(哲学)、大江精三(哲学)、丘英通(生物学)、黒田成勝(数学)、末綱恕一(数学)、高木貞二(心理学)、三宅剛一(哲学)、山内恭彦(物理学)、湯川秀樹(物理学)であった。2009年よりJournal@rchiveおよびJ-STAGEにて、雑誌本文がPDF形式で全文無料公開されるようになった（オープンアクセス化）。

### Annals of the Japan Association for Philisophy of Science
欧文誌として "Annals of the Japan Association for Philosophy of Science" を年一回のペースで発行している。和文誌と同じく、雑誌本文をPDF形式でネット上で全文無料公開している。和文機関誌は（共著の場合は少なくとも一人の）著者が会員である論文のみを公募しているのに対し、欧文誌は会員以外からも広く論文を募集している。

### 奨励賞
2003年度来、各年度に学会が発行する和文誌および欧文誌に掲載された論文のうち、優れた論文を対象に「奨励賞」（2006年度までは「学会賞」）を授与している。受賞者と受賞対象論文は以下の通りである。
| 年     | 受賞者                      | 受賞論文 | 掲載巻号                                                                           |
| ------ | --------------------------- | --- | ---------------------------------------------------------------------------------- |
| 2003年 | 水本正晴                    | A Simple Nonmonotonic Logic as a Model for Belief Formation and Belief Change                                                      | Annals of the Japan Association for Philosophy of Science 12(1)                    |
| 2004年 | -                           | - | -                                                                                  |
| 2005年 | 伊勢田哲治 前田高弘         | Near Triviality of Conclusive Reasons ディスポジションと第一・第二性質の区別の基礎                                                 | Annals of the Japan Association for Philosophy of Science 14(1) 科学基礎論研究 105 |
| 2006年 | -                           | - | -                                                                                  |
| 2007年 | 塩野直之                    | Weakness of Will and Time Preference                                                                                               | Annals of the Japan Association for Philosophy of Science 16(1-2)                  |
| 2008年 | 秋吉亮太 北島雄一郎         | On a Relationship between Gödel's Second Incompleteness Theorem and Hilbert's Program ライヘンバッハの前共通原因原理と論理的独立性 | Annals of the Japan Association for Philosophy of Science 17 科学基礎論研究 110    |
| 2009年 | 東克明                      | A Difficulty of Local Truth-Value Assignment in Contextual Approach                                                                | Annals of the Japan Association for Philosophy of Science 18                       |
| 2010年 | 大塚淳                      | ベイズネットから見た因果と確率 | 科学基礎論研究 114                                                                 |
| 2011年 | 太田紘史・佐金武            | 意識と時間―表象説からのアプローチ―                                                                                                 | 科学基礎論研究 39(1)                                                               |
| 2012年 | 田中泉吏                    | 微生物と本質主義 ― 種カテゴリーに関する恒常的性質クラスター説の批判的検討―                                                         | 科学基礎論研究 40(1)                                                               |
| 2013年 | 秋吉亮太・高橋優太 倉橋太志 | ゲンツェンを読む―三つの無矛盾性証明の統一的解釈― Rosser可証性述語について                                                          | 科学基礎論研究 41(1) 科学基礎論研究 41(2)                                          |
| 2014年 | 大西琢朗                    | 間接検証としての演繹的推論 | 科学基礎論研究 42(2)                                                               |
| 2015年 | 網谷祐一                    | A Tale of Two Minds: Past, Present and Future                                                                                      | Annals of the Japan Association for Philosophy of Science 24                       |
| 2016年 | 鈴木生郎 藤田翔             | 四次元主義と三次元主義は何についての対立なのか ビッグバン宇宙論における時空の構造実在論的解釈 空間は膨張しているのか？             | 科学基礎論研究 44(1-2)                                                             |
| 2017年 | 小草泰                      | 色の傾向性理論を擁護する―色の現象学と存在論―                                                                                       | 科学基礎論研究 45(1-2)                                                             |
| 2018年 | 伊藤遼                      | The Origin of the Theory of Types                                                                                                  | Annals of the Japan Association for Philosophy of Science 27                       |
| 2019年 | 石田知子                    | 表現型についての遺伝情報は存在するのか―目的意味論の観点から―                                                                       | 科学基礎論研究 47(2)                                                               |

### 新進研究者Research Notes
2018年より、修士課程学生及び修士学位取得後2年以内の会員を対象とした論文誌『新進研究者Research Notes』（Japanese Student Research Notes of Philosophy of Science）を日本科学哲学会と共同で発行している。この雑誌の掲載論文は奨励賞の対象外である。

## 理事長
以下は歴代理事長のリストである。
| 名前                 | 主たる研究分野                                 | 所属職名（就任時）                                     | 期間                 |
| -------------------- | ---------------------------------------------- | ------------------------------------------------------ | -------------------- |
| 高木貞二（心理学者） | 実験心理学・動物心理学                         | 東京大学文学部教授                                     | 1954年4月～1962年3月 |
| 末綱恕一（数学者）   | 解析的整数論、確率論                           | 文部省統計数理研究所・東京大学理学部教授               | 1962年4月～1970年8月 |
| 大森莊藏（哲学者）   | 分析哲学                                       | 東京大学教養学部教授                                   | 1970年8月～1972年3月 |
| 林知己夫（数学者）   | 統計学                                         | 統計数理研究所所長                                     | 1972年4月～1984年3月 |
| 大出晃（哲学者）     | 科学哲学                                       | 慶應義塾大学文学部教授                                 | 1984年4月～1990年3月 |
| 吉田夏彦（哲学者）   | 分析哲学                                       | 東京工業大学工学部教授・お茶の水女子大学文教育学部教授 | 1990年4月～1999年3月 |
| 西脇与作（哲学者）   | 科学哲学、物理学の哲学、生物学の哲学、心の哲学 | 慶應義塾大学文学研究科教授                             | 1999年4月～2005年4月 |
| 飯田隆（哲学者）     | 言語哲学、論理学の哲学                         | 慶應義塾大学文学研究科教授・日本大学文理学部教授       | 2008年4月～2011年3月 |
| 信原幸弘（哲学者）   | 科学哲学、心の哲学、認知科学の哲学             | 東京大学大学院総合文化研究科                           | 2011年4月～2014年3月 |
| 岡本賢吾（哲学者）   | 西洋哲学、論理学の哲学、数学の哲学             | 東京都立大学大学院人文科学研究科                       | 2017年4月～2023年3月 |